# Speedway 2. Ekstraliga
Speedway 2. Ekstraliga – druga w hierarchii klasa ligowych rozgrywek żużlowych w Polsce. Organizowana w latach 1948–1950 i ponownie od sezonu 1955 (do 1999 pod nazwą II liga żużlowa, a następnie do 2023 jako I liga żużlowa), przekształcona na zawodową przed sezonem 2024.
Rozgrywki ligowe w Polsce ruszyły w 1948 roku. Komisja Sportowa PZM wytypowała wówczas szesnaście klubów, które w pierwszej kolejności rywalizowały w eliminacjach. Prawo startu na pierwszym poziomie ligowym wywalczyło dziewięć zespołów, natomiast pozostałe siedem, do których dokooptowano jeszcze dwa, utworzyło drugi poziom. Po sezonie 1999 II ligę przemianowano na I ligę (dotychczas pod tą nazwą funkcjonowała najwyższa klasa rozgrywkowa), którą od sezonu 2024 zastąpiła w pełni zawodowa Speedway 2. Ekstraliga.
Do 2023 roku zarządzana przez Polski Związek Motorowy (Główną Komisję Sportu Żużlowego), zaś od listopada 2023 przez Ekstraligę Żużlową. Od tego czasu do udziału w jej rozgrywkach zostają dopuszczone wyłącznie kluby posiadające status profesjonalny (tj. działające w formie spółki akcyjnej lub sportowej spółki akcyjnej), które – po spełnieniu wszelkich niezbędnych kryteriów – otrzymały roczną licencję na występy na tym szczeblu (możliwe jest również wydawanie tzw. licencji warunkowych).

## Nazwy ligi
- II liga (1948–1999)[a]
- I liga (2000–2023)
  - Nice 1. Liga (2011–2019)
  - eWinner 1. Liga (2020–2022)
- Speedway 2. Ekstraliga (2024–)
  - Metalkas 2. Ekstraliga (2024–)

## Format
W rundzie zasadniczej zespoły walczą systemem każdy z każdym mecz i rewanż. Do fazy play-off awansują zespoły z miejsc 1-4. Najlepszy zespół awansuje do Speedway Ekstraligi, a ósmy zespół spada do Krajowej Ligi Żużlowej.
W rundzie zasadniczej za porażkę nie dostaje się punktów, za zwycięstwo dostaje się 2 punkty, a za lepszy bilans w dwumeczu przyznaje się tzw. punkt bonusowy (jeśli wynik w dwumeczu będzie remisowy, punktu tego nie przyznaje się wcale).

## Zestawienie medalistów

### Medaliści
| Sezon                                          | I miejsce                                                           | II miejsce                                                      | III miejsce                                             |
| ---------------------------------------------- | ------------------------------------------------------------------- | --------------------------------------------------------------- | ------------------------------------------------------- |
| II liga żużlowa                                |                                                                     |                                                                 |                                                         |
| 1948                                           | Polonia Bytom                                                       | RKM-Budowlani Rybnik                                            | Polonia Bydgoszcz                                       |
| 1949                                           | Polonia-Gwardia Bydgoszcz                                           | CTCiM Częstochowa                                               | GKM-Związkowiec Gdańsk                                  |
| 1950                                           | Gwardia Bydgoszcz                                                   | Włókniarz Częstochowa                                           | CWKS Warszawa                                           |
| W latach 1951–1954 rozgrywki nie odbywały się. |                                                                     |                                                                 |                                                         |
| 1955                                           | Górnik Rybnik                                                       | Sparta Łódź                                                     | Włókniarz Częstochowa                                   |
| 1956                                           | gr. północ: Włókniarz Częstochowa gr. południe: Stal Świętochłowice | gr. północ: Stal Gorzów Wielkopolski gr. południe: KKS Ostrovia | gr. północ: AMK Katowice gr. południe: ZKS Stal Rzeszów |
| 1957                                           | ZKS Stal Rzeszów                                                    | Unia Leszno                                                     | Skra Warszawa                                           |
| 1958                                           | SKS Start Gniezno                                                   | KKS Kolejarz Rawicz                                             | Tramwajarz Łódź                                         |
| 1959                                           | ZKS Stal Rzeszów                                                    | Unia Tarnów                                                     | Stal Gorzów Wielkopolski                                |
| 1960                                           | Sparta Wrocław                                                      | BKS Wanda Kraków                                                | Tramwajarz Łódź                                         |
| 1961                                           | Stal Gorzów Wielkopolski                                            | Unia Tarnów                                                     | Tramwajarz Łódź                                         |
| 1962                                           | KS Śląsk Świętochłowice                                             | Zgrzeblarki Zielona Góra                                        | Stal Toruń                                              |
| 1963– 1964                                     | Unia Tarnów                                                         | Zgrzeblarki Zielona Góra                                        | Karpaty Krosno                                          |
| 1963– 1964                                     | Włókniarz Częstochowa                                               | Karpaty Krosno                                                  | Zgrzeblarki Zielona Góra                                |
| 1963– 1964                                     | Zgrzeblarki Zielona Góra                                            | Unia Tarnów                                                     | Karpaty Krosno                                          |
| 1965– 1966                                     | Włókniarz Częstochowa                                               | Unia Tarnów                                                     | KS Kolejarz Opole                                       |
| 1965– 1966                                     | Unia Leszno                                                         | Włókniarz Częstochowa                                           | KS Kolejarz Opole                                       |
| 1965– 1966                                     | Włókniarz Częstochowa                                               | Unia Tarnów                                                     | KS Kolejarz Opole                                       |
| 1967– 1968                                     | KS Śląsk Świętochłowice                                             | Unia Leszno                                                     | KS Kolejarz Opole                                       |
| 1967– 1968                                     | KS Śląsk Świętochłowice                                             | Unia Leszno                                                     | RKS Motor Lublin                                        |
| 1967– 1968                                     | KS Śląsk Świętochłowice                                             | Unia Leszno                                                     | KS Kolejarz Opole                                       |
| 1969                                           | KS Kolejarz Opole                                                   | Unia Leszno                                                     | Unia Tarnów                                             |
| 1970                                           | Unia Tarnów                                                         | ZKS Stal Rzeszów                                                | Zgrzeblarki Zielona Góra                                |
| 1971                                           | Zgrzeblarki Zielona Góra                                            | Włókniarz Częstochowa                                           | Unia Leszno                                             |
| 1972                                           | Unia Leszno                                                         | GKS Wybrzeże Gdańsk                                             | Stal Toruń                                              |
| 1973                                           | Sparta Wrocław                                                      | Stal Toruń                                                      | GKS Wybrzeże Gdańsk                                     |
| 1974                                           | KS Kolejarz Opole                                                   | GKS Wybrzeże Gdańsk                                             | RKS Motor Lublin                                        |
| 1975                                           | Falubaz Zielona Góra                                                | Stal Toruń                                                      | KS Śląsk Świętochłowice                                 |
| 1976                                           | RKS Motor Lublin                                                    | KS Śląsk Świętochłowice                                         | Unia Tarnów                                             |
| 1977                                           | Falubaz Zielona Góra                                                | KS Śląsk Świętochłowice                                         | SKS Start Gniezno                                       |
| 1978                                           | Sparta Wrocław                                                      | RKS Motor Lublin                                                | Unia Tarnów                                             |
| 1979                                           | SKS Start Gniezno                                                   | RKS Motor Lublin                                                | ZKS Stal Rzeszów                                        |
| 1980                                           | KS Kolejarz Opole                                                   | ZKS Stal Rzeszów                                                | KS Śląsk Świętochłowice                                 |
| 1981                                           | ZKS Stal Rzeszów                                                    | RKS Motor Lublin                                                | GKM Grudziądz                                           |
| 1982                                           | RKS Motor Lublin                                                    | Unia Tarnów                                                     | Włókniarz Częstochowa                                   |
| 1983                                           | KS ROW Rybnik                                                       | GKM Grudziądz                                                   | KS Śląsk Świętochłowice                                 |
| 1984                                           | KS Śląsk Świętochłowice                                             | Unia Tarnów                                                     | KKS Ostrovia                                            |
| 1985                                           | Unia Tarnów                                                         | RKS Motor Lublin                                                | SKS Start Gniezno                                       |
| 1986                                           | SKS Start Gniezno                                                   | KS Śląsk Świętochłowice                                         | KKS Ostrovia                                            |
| 1987                                           | KS Kolejarz Opole                                                   | Włókniarz Częstochowa                                           | Sparta Wrocław                                          |
| 1988                                           | KKS Ostrovia                                                        | Sparta Wrocław                                                  | RKS Motor Lublin                                        |
| 1989                                           | RKS Motor Lublin                                                    | KS Kolejarz Opole                                               | Włókniarz Częstochowa                                   |
| 1990                                           | Unia Tarnów                                                         | Sparta Wrocław                                                  | KS Kolejarz Opole                                       |
| 1991                                           | ZKS Stal Rzeszów                                                    | Włókniarz Częstochowa                                           | GKS Wybrzeże Gdańsk                                     |
| 1992                                           | KS ROW Rybnik                                                       | Unia Leszno                                                     | SKS Start Gniezno                                       |
| 1993                                           | GKS Wybrzeże Gdańsk                                                 | Włókniarz Częstochowa                                           | TS Polonia Piła                                         |
| 1994                                           | TS Polonia Piła                                                     | ZKS Stal Rzeszów                                                | RKM Rybnik                                              |
| 1995                                           | SKS Start Gniezno                                                   | GKM Grudziądz                                                   | Unia Leszno                                             |
| 1996                                           | Unia Leszno                                                         | ZKŻ Zielona Góra                                                | GKS Wybrzeże Gdańsk                                     |
| 1997                                           | GKM Grudziądz                                                       | TŻ Iskra Ostrów Wielkopolski                                    | Unia Tarnów                                             |
| 1998                                           | WTS Wrocław                                                         | GKS Wybrzeże Gdańsk                                             | Włókniarz Częstochowa                                   |
| 1999                                           | Włókniarz Częstochowa                                               | ZKŻ Zielona Góra                                                | TŻ Opole                                                |
| I liga żużlowa                                 |                                                                     |                                                                 |                                                         |
| 2000                                           | ZKŻ Zielona Góra                                                    | GKM Grudziądz                                                   | RKM Rybnik                                              |
| 2001                                           | GKS Wybrzeże Gdańsk                                                 | TŻ Iskra Ostrów Wielkopolski                                    | ŻKS Krosno                                              |
| 2002                                           | ZKŻ Zielona Góra                                                    | SKS Start Gniezno                                               | RKM Rybnik                                              |
| 2003                                           | RKM Rybnik                                                          | Unia Tarnów                                                     | TŻ Lublin                                               |
| 2004                                           | GKS Wybrzeże Gdańsk                                                 | TŻ Lublin                                                       | ZKS Stal Rzeszów                                        |
| 2005                                           | ZKS Stal Rzeszów                                                    | KM Ostrów                                                       | RKM Rybnik                                              |
| 2006                                           | ZKŻ Zielona Góra                                                    | KM Ostrów                                                       | TŻ Start Gniezno                                        |
| 2007                                           | Stal Gorzów Wielkopolski                                            | KM Ostrów                                                       | GKŻ Wybrzeże Gdańsk                                     |
| 2008                                           | Polonia Bydgoszcz                                                   | GKŻ Wybrzeże Gdańsk                                             | KM Ostrów                                               |
| 2009                                           | Unia Tarnów                                                         | SK Lokomotīve Dyneburg                                          | Speedway Stal Rzeszów                                   |
| 2010                                           | Speedway Stal Rzeszów                                               | GKS Wybrzeże Gdańsk SA                                          | TŻ Start Gniezno                                        |
| 2011                                           | Polonia Bydgoszcz                                                   | GKS Wybrzeże Gdańsk SA                                          | TŻ Start Gniezno                                        |
| 2012                                           | TŻ Start Gniezno                                                    | GTŻ Grudziądz                                                   | KMŻ Lublin                                              |
| 2013                                           | GKS Wybrzeże Gdańsk SA                                              | GTŻ Grudziądz                                                   | SK Lokomotīve Dyneburg                                  |
| 2014                                           | Speedway Stal Rzeszów                                               | KŻ Orzeł Łódź                                                   | GKM Grudziądz SA                                        |
| 2015                                           | SK Lokomotīve Dyneburg                                              | ŻKS Ostrovia                                                    | ŻKS ROW Rybnik                                          |
| 2016                                           | SK Lokomotīve Dyneburg                                              | KŻ Orzeł Łódź                                                   | Włókniarz Częstochowa                                   |
| 2017                                           | Unia Tarnów                                                         | GKŻ Wybrzeże Gdańsk                                             | SK Lokomotīve Dyneburg                                  |
| 2018                                           | Speedway Lublin                                                     | ROW Rybnik SA                                                   | GTM Start Gniezno                                       |
| 2019                                           | ROW Rybnik SA                                                       | TŻ Ostrovia                                                     | GTM Start Gniezno                                       |
| 2020                                           | KS Toruń                                                            | GTM Start Gniezno                                               | KŻ Orzeł Łódź                                           |
| 2021                                           | TŻ Ostrovia                                                         | Wilki Krosno                                                    | ROW Rybnik SA                                           |
| 2022                                           | Wilki Krosno                                                        | ZKŻ Zielona Góra                                                | Polonia Bydgoszcz                                       |
| 2023                                           | ZKŻ Zielona Góra                                                    | ROW Rybnik SA                                                   | Polonia Bydgoszcz                                       |
| Speedway 2. Ekstraliga                         |                                                                     |                                                                 |                                                         |
| 2024                                           | ROW Rybnik SA                                                       | Polonia Bydgoszcz                                               | TŻ Ostrovia                                             |

### Klasyfikacja medalowa
Stan po sezonie 2024
| Lp.                                 | Klub                         | I msc | II msc | III msc | Razem |
| ----------------------------------- | ---------------------------- | ----- | ------ | ------- | ----- |
| 1.                                  | ZKŻ Zielona Góra             | 7     | 5      | 2       | 14    |
| 2.                                  | Speedway Stal Rzeszów        | 7     | 3      | 4       | 14    |
| 3.                                  | Unia Tarnów                  | 6     | 6      | 4       | 16    |
| 4.                                  | KS Śląsk Świętochłowice      | 5     | 3      | 3       | 11    |
| 5.                                  | Włókniarz Częstochowa        | 4     | 7      | 5       | 16    |
| 6.                                  | WTS Wrocław                  | 4     | 2      | 1       | 7     |
| 7.                                  | KS Kolejarz Opole            | 4     | 1      | 4       | 9     |
| 8.                                  | SKS Start Gniezno            | 4     | 1      | 3       | 8     |
| 8.                                  | Polonia Bydgoszcz            | 4     | 1      | 3       | 8     |
| 10.                                 | Unia Leszno                  | 3     | 5      | 2       | 10    |
| 11.                                 | RKS Motor Lublin             | 3     | 4      | 3       | 10    |
| 12.                                 | GKS Wybrzeże Gdańsk          | 3     | 3      | 3       | 9     |
| 13.                                 | KS ROW Rybnik                | 3     | 1      | –       | 4     |
| 14.                                 | ROW Rybnik SA                | 2     | 2      | 2       | 6     |
| 15.                                 | SK Lokomotīve Dyneburg       | 2     | 1      | 2       | 5     |
| 16.                                 | Stal Gorzów Wielkopolski     | 2     | 1      | 1       | 4     |
| 17.                                 | GKŻ Wybrzeże Gdańsk          | 1     | 4      | 1       | 6     |
| 18.                                 | GKM Grudziądz                | 1     | 3      | 1       | 5     |
| 19.                                 | KS Toruń                     | 1     | 2      | 2       | 5     |
| 20.                                 | KKS Ostrovia                 | 1     | 1      | 2       | 4     |
| 21.                                 | TŻ Ostrovia                  | 1     | 1      | 1       | 3     |
| 22.                                 | Wilki Krosno                 | 1     | 1      | –       | 2     |
| 23.                                 | RKM Rybnik                   | 1     | –      | 4       | 5     |
| 24.                                 | TŻ Start Gniezno             | 1     | –      | 3       | 4     |
| 25.                                 | TS Polonia Piła              | 1     | –      | 1       | 2     |
| 26.                                 | Polonia Bytom                | 1     | –      | –       | 1     |
| 26.                                 | Speedway Lublin              | 1     | –      | –       | 1     |
| 28.                                 | KM Ostrów                    | –     | 3      | 1       | 4     |
| 29.                                 | GKM Grudziądz SA             | –     | 2      | 1       | 3     |
| 29.                                 | KŻ Orzeł Łódź                | –     | 2      | 1       | 3     |
| 31.                                 | TŻ Iskra Ostrów Wielkopolski | –     | 2      | –       | 2     |
| 32.                                 | Tramwajarz Łódź              | –     | 1      | 3       | 4     |
| 33.                                 | GTM Start Gniezno            | –     | 1      | 2       | 3     |
| 34.                                 | Karpaty Krosno               | –     | 1      | 1       | 2     |
| 34.                                 | TŻ Lublin                    | –     | 1      | 1       | 2     |
| 36.                                 | KKS Kolejarz Rawicz          | –     | 1      | –       | 1     |
| 36.                                 | BKS Wanda Kraków             | –     | 1      | –       | 1     |
| 36.                                 | ŻKS Ostrovia                 | –     | 1      | –       | 1     |
| 39.                                 | GKM-Związkowiec Gdańsk       | –     | –      | 1       | 1     |
| 39.                                 | CWKS Warszawa                | –     | –      | 1       | 1     |
| 39.                                 | AMK Katowice                 | –     | –      | 1       | 1     |
| 39.                                 | Skra Warszawa                | –     | –      | 1       | 1     |
| 39.                                 | TŻ Opole                     | –     | –      | 1       | 1     |
| 39.                                 | ŻKS Krosno                   | –     | –      | 1       | 1     |
| 39.                                 | KMŻ Lublin                   | –     | –      | 1       | 1     |
| Italiką oznaczono nieaktywne kluby. |                              |       |        |         |       |